# Loi virginienne de 1662 sur l'esclavage
La loi virginienne de 1662 sur l'esclavage, édictée à la restauration anglaise après le retour au pouvoir du gouverneur William Berkeley a stipulé qu'une personne dont la mère était esclave est forcément esclave. Cette loi vise à décourager les relations sexuelles entre un maître et une esclave, jugées contraire aux bonnes mœurs et susceptibles de favoriser l'essor d'une population métisse.

## Renverser l'esprit de la jurisprudence en cours
La loi met fin à sept années où le principe inverse s'appliquait, la possibilité pour une esclave d'enfanter d'un bébé métis pouvant obtenir le statut d'homme libre de couleur, grâce à la jurisprudence Elizabeth Key. En 1655 la justice finit par donner raison à cette fille d'esclave par sa mère, née dans le comté de Warwick, en Virginie en 1630, dont le père était Thomas Key, un homme blanc, membre du conseil des bourgeois de Virginie, qui reçut une amende pour avoir eu un enfant avec une esclave.
L'affaire commença en 1636, alors qu'Elizabeth n'avait que six ans et que son père était retourné en Angleterre ou il décéda, après avoir confié l'enfant au grand-père, Humphrey Higginson, dans le cadre d'un contrat qui prévoyait qu'elle serait libre à partir de l'âge de 15 ans, en 1645, liberté qui lui sera ensuite contestée.
Humphrey Higginson vendit Elizabeth au Colonel John Mottram, qu'elle devait servir pendant neuf ans avant de devenir libre.
À la mort de Mottram en 1655, Elizabeth poursuivit en justice sa plantation, pour réclamer un statut de femme libre et finit par l'obtenir. D'abord jugée au niveau comté, l'affaire fut ensuite transmise à l'assemblée de Virginie, qui la renvoya devant le tribunal du comté.
Elizabeth Key fut finalement déclarée "libre car la fille d'un père libre est libre", et épousa l'avocat qui l'avait défendue, avec qui elle eut deux enfants, John et William.

## Un prélude à l'importation plus massive d'esclaves
Mais en 1662, à la restauration anglaise, la colonie de Virginie est dirigée à nouveau par le riche planteur William Berkeley, qui fait voter une loi stipulant que le statut d'esclave ou de personne libre découle directement du statut de sa mère, quel que soit celui du père, afin de décourager les maîtres d'avoir des enfants avec leurs esclaves noires.
William Berkeley durcira encore les lois sur l'esclavage en 1667, avec une loi qui précise que même le baptême ne permet pas d'affranchir un esclave.
Georges de Carteret, l'associé de William Berkeley, fait partie, avec plus d'un millier d'actions, des actionnaires importants de la Compagnie royale d'Afrique, relancée en 1672 pour approvisionner les nouvelles colonies en esclaves, aux côtés du duc d'York et futur roi d'Angleterre Jacques Stuart, de son frère Prince Rupert, de Thomas Povey et John Locke.
À partir de 1691, après la glorieuse Révolution britannique, son successeur Philip Ludwell fait voter une loi adoucissant un peu ce statut, stipulant simplement que tout esclave affranchi est obligé de quitter la colonie avant six mois.

## Des équivalents aux Antilles françaises et à la Barbade
La loi de Virginie s'inspira du Code des esclaves de la Barbade de 1661, réalisé dans le but de servir de base légale à l'esclavage dans l'île de Barbade (Caraïbes). Il imposait aux acheteurs d’esclaves d’habiller leurs esclaves. Cependant, il interdisait aussi aux esclaves des droits de base tels que le droit de vie et autorisait les propriétaires d'esclaves à faire tout ce qu’ils voulaient de leurs esclaves, comme la mutilation ou le bûcher, sans crainte de représailles.
Ce Code des esclaves fut adopté en 1696 par la Caroline du Sud, où s'étaient implantés avec leurs esclaves de grands propriétaires terriens venus de la Barbade, tels que le colonel Benjamin Berringer, ou John Yeamans et il servit de base pour les colonies britanniques d'Amérique du Nord.
Cette base légale est entrée en vigueur en Virginie en 1662, où il crée le statut d’esclave pour tous les descendants des Africains. On était esclave pour la vie et le statut d’esclave se transmettait de mère en fils. Par exemple, le code de Virginie précisait en
1662 : « Chaque enfant né dans ce pays sera présumé libre seulement en fonction de sa mère » Hening, William Waller.
Aux Antilles françaises, la loi virginienne de 1662 sur l'esclavage inspirera l'instauration du Code noir, rompant avec une tradition propre aux colonies des pays latins, dans lesquels les métis étaient pour la plupart affranchis et qui a favorisé le métissage à grande échelle dans l'empire espagnol d'Amérique du Sud.